# 谿山郡
谿山郡（日语：／ Taniyama gun */?）是過去位于日本鹿兒島縣的一個郡，令制國時代為薩摩國的郡；已於1897年4月1日被併入鹿兒島郡。
合併前的轄區包括：
- 谷山村（已併入鹿兒島市）